# Hans Hellmut von Lindenfels
Hans Hellmut von Lindenfels (* 25. Februar 1888 in Le Havre, Frankreich; † 8. Dezember 1967 in Sulzbach-Rosenberg) war Landrat des Landkreises Sulzbach-Rosenberg.

## Leben
Nach dem Abitur studierte Hans Hellmut von Lindenfels Rechtswissenschaften in München, Kiel, Freiburg und Würzburg. Im Anschluss daran leistete er als Einjährig-Freiwilliger seinen Militärdienst beim 4. Feldartillerie-Regiment in Augsburg. Vor seinem Kriegsdienst, der vom 4. August 1914 bis zum 10. Dezember 1917 dauerte, war er Rechtspraktikant beim Landgericht Ansbach; 1912 legte er die erste juristische Staatsprüfung ab. Nach dem Krieg wurde er Regierungsrat im Bezirksamt Lichtenfels. Durch eine sechsjährige Tätigkeit in der Polizeidirektion Nürnberg-Fürth unterbrochen, kam er zum 1. Oktober 1933 als Landrat zum Landkreis Sulzbach-Rosenberg. Hans Hellmuth von Lindenfels war evangelisch und Luise Wunderer geheiratet. Am 14. Januar 1932 war sein Sohn Hans-Achaz Freiherr von Lindenfels in Nürnberg geboren worden. Zum 1. Mai 1935 trat er der NSDAP bei (Mitgliedsnummer 3.620.401). Als Landrat amtierte er bis zu seiner Abordnung zur Bezirksregierung Arnsberg am 15. August 1942. In Arnsberg blieb er – abgesehen von seiner Tätigkeit als stellvertretender Landrat in Lippstadt – bis zum 14. Mai 1945. Am Tag darauf wurde er seines Amtes enthoben und interniert. Nach seiner Haftentlassung war von Lindenfels zunächst bis Juni 1948 Gartenarbeiter, bis er wieder beim Landratsamt Sulzbach-Rosenberg angestellt wurde.